# コロッケ!!噂の芸能界
『コロッケ!!噂の芸能界』（コロッケ うわさのげいのうかい）は、1992年1月9日から同年3月26日までTBS系列局で放送されていたTBS製作のトークバラエティ番組である。全12回。放送時間は毎週木曜 19:30 - 20:00 （日本標準時）。

## 概要
前番組『そんなコロッケな!?』から引き続きコロッケが出演。他に峰竜太、太平サブロー（後の大平サブロー）、ribbonも出演していた。
本番組は、コロッケによるものまねトークショーと芸能情報コーナーの「芸能ニュースの林」をメインにしていた。番組前半では、コロッケがゲストを迎えてのものまねトークショーを行い、ゲストにデビューのきっかけから番組放送当時までを語ってもらっていた。番組後半の「芸能ニュースの林」では、峰、サブロー、ribbonが進行役を務めていた。
なお、本番組の終了後、TBS製作枠は1992年3月まで毎日放送製作の『私はナンバーワン』『アップダウンクイズ』『クイズ!!ひらめきパスワード』が放送されていた日曜19時台前半枠へ移動し、そして製作枠を交換する形でこの番組が放送されていた木曜19時台後半枠では、毎日放送製作の『近藤正臣の味覚人情報』が半年間放送された。
また、筆頭スポンサーのサンスターは「クイズ日本昔がおもしろい」から4年間続いた木曜夜7時30分枠の番組提供を撤退。

## 放送リスト
| 回 | 放送日  | サブタイトル                             |
| -- | ------- | ---------------------------------------- |
| 1  | 1月9日  | 初公開・加山雄三の爆笑お友達関係         |
| 2  | 1月16日 | 柳沢慎吾全部パクロ 牧瀬との熱愛宣言      |
| 3  | 1月23日 | 渡辺正行マジで大慌て 女性関係を大暴露    |
| 4  | 1月30日 | 噂の人登場・東ちづるの悲惨ケガ人生       |
| 5  | 2月6日  | 小林幸子を追及・今年の衣装とアノ噂       |
| 6  | 2月13日 | 秋野暢子も挑戦・爆笑 桜田淳子の顔まね    |
| 7  | 2月20日 | 電車も止める佐野量子大ボケ話とあの噂     |
| 8  | 2月27日 | 可愛い色気・西田ひかるの心と体の秘密     |
| 9  | 3月5日  | G馬場から保奈美まで関根勤爆笑ウラ話      |
| 10 | 3月12日 | LL兄弟の交際要求にリボン大あわて！       |
| 11 | 3月19日 | 高嶋政伸が暴露するホテルとバナナの舞台裏 |
| 12 | 3月26日 | 石原軍団の秘密                           |

参考：『毎日新聞縮刷版』毎日新聞社、1992年1月9日 - 同年3月26日付のラジオ・テレビ欄。

## ネット局
| 放送対象地域   | 放送局                    | 系列           | 放送曜日・放送時間       | 遅れ       | 備考                 |
| -------------- | ------------------------- | -------------- | ------------------------ | ---------- | -------------------- |
| 関東広域圏     | 東京放送（TBS）           | TBS系列        | 木曜 19時30分 - 20時00分 | 同時ネット | 製作局 現・TBSテレビ |
| 北海道         | 北海道放送（HBC）         | TBS系列        | 木曜 19時30分 - 20時00分 | 同時ネット |                      |
| 青森県         | 青森テレビ（ATV）         | TBS系列        | 木曜 19時30分 - 20時00分 | 同時ネット |                      |
| 岩手県         | 岩手放送（IBC）           | TBS系列        | 木曜 19時30分 - 20時00分 | 同時ネット | 現・IBC岩手放送      |
| 宮城県         | 東北放送（TBC）           | TBS系列        | 木曜 19時30分 - 20時00分 | 同時ネット |                      |
| 山形県         | テレビユー山形（TUY）     | TBS系列        | 木曜 19時30分 - 20時00分 | 同時ネット |                      |
| 福島県         | テレビユー福島（TUF）     | TBS系列        | 木曜 19時30分 - 20時00分 | 同時ネット |                      |
| 山梨県         | テレビ山梨（UTY）         | TBS系列        | 木曜 19時30分 - 20時00分 | 同時ネット |                      |
| 新潟県         | 新潟放送（BSN）           | TBS系列        | 木曜 19時30分 - 20時00分 | 同時ネット |                      |
| 長野県         | 信越放送（SBC）           | TBS系列        | 木曜 19時30分 - 20時00分 | 同時ネット |                      |
| 静岡県         | 静岡放送（SBS）           | TBS系列        | 木曜 19時30分 - 20時00分 | 同時ネット |                      |
| 富山県         | チューリップテレビ（TUT） | TBS系列        | 木曜 19時30分 - 20時00分 | 同時ネット |                      |
| 石川県         | 北陸放送（MRO）           | TBS系列        | 木曜 19時30分 - 20時00分 | 同時ネット |                      |
| 中京広域圏     | 中部日本放送（CBC）       | TBS系列        | 木曜 19時30分 - 20時00分 | 同時ネット | 現・CBCテレビ        |
| 近畿広域圏     | 毎日放送（MBS）           | TBS系列        | 木曜 19時30分 - 20時00分 | 同時ネット |                      |
| 鳥取県・島根県 | 山陰放送（BSS）           | TBS系列        | 木曜 19時30分 - 20時00分 | 同時ネット |                      |
| 岡山県・香川県 | 山陽放送（RSK）           | TBS系列        | 木曜 19時30分 - 20時00分 | 同時ネット | 現・RSK山陽放送      |
| 広島県         | 中国放送（RCC）           | TBS系列        | 木曜 19時30分 - 20時00分 | 同時ネット |                      |
| 山口県         | テレビ山口（tys）         | TBS系列        | 木曜 19時30分 - 20時00分 | 同時ネット |                      |
| 高知県         | テレビ高知（KUTV）        | TBS系列        | 木曜 19時30分 - 20時00分 | 同時ネット |                      |
| 福岡県         | RKB毎日放送（RKB）        | TBS系列        | 木曜 19時30分 - 20時00分 | 同時ネット |                      |
| 長崎県         | 長崎放送（NBC）           | TBS系列        | 木曜 19時30分 - 20時00分 | 同時ネット |                      |
| 熊本県         | 熊本放送（RKK）           | TBS系列        | 木曜 19時30分 - 20時00分 | 同時ネット |                      |
| 大分県         | 大分放送（OBS）           | TBS系列        | 木曜 19時30分 - 20時00分 | 同時ネット |                      |
| 宮崎県         | 宮崎放送（MRT）           | TBS系列        | 木曜 19時30分 - 20時00分 | 同時ネット |                      |
| 鹿児島県       | 南日本放送（MBC）         | TBS系列        | 木曜 19時30分 - 20時00分 | 同時ネット |                      |
| 沖縄県         | 琉球放送（RBC）           | TBS系列        | 木曜 19時30分 - 20時00分 | 同時ネット |                      |
| 愛媛県         | 南海放送（RNB）           | 日本テレビ系列 | 日曜 12時00分 - 12時30分 | 3日遅れ    |                      |

| TBS系列 木曜19:30枠                                    | TBS系列 木曜19:30枠                                                               | TBS系列 木曜19:30枠                                    |
| 前番組                                                 | 番組名                                                                            | 次番組                                                 |
| ------------------------------------------------------ | --------------------------------------------------------------------------------- | ------------------------------------------------------ |
| そんなコロッケな!? （1991年10月17日 - 1991年12月19日） | コロッケ!!噂の芸能界 （1992年1月9日 - 1992年3月26日） 【ここまでTBSテレビ製作枠】 | 近藤正臣の味覚人情報 （1992年4月16日 - 1992年9月24日） |